# Mweelrea/Sheeffry/Erriff Complex SAC
Mweelrea/Sheeffry/Erriff Complex SAC este o arie protejată (sit de importanță comunitară — SCI) din Irlanda întinsă pe o suprafață de 20.974,45 ha, integral pe uscat.

## Localizare
Centrul sitului Mweelrea/Sheeffry/Erriff Complex SAC este situat la coordonatele 53°40′00″N 9°42′26″W / 53.6668°N 9.7071°V.

## Înființare
Situl Mweelrea/Sheeffry/Erriff Complex SAC a fost declarat sit de importanță comunitară în ianuarie 2002 pentru a proteja 2 specii de plante și 9 specii de animale.

## Biodiversitate
Situată în ecoregiunea atlantică, aria protejată conține 28 de habitate naturale: Lagune de coastă, Vegetație anuală la limita mareei, Pășuni atlantice udate de apa mării (Glauco-Puccinellietalia maritimae), Pășuni mediteraneene udate de apa mării (Juncetalia maritimi), Dune mobile cu vegetație embrionară, Dune mobile de-a lungul țărmului cu Ammophila arenaria („dune albe”), Dune de coastă fixe cu vegetație erbacee („dune gri”), Dune fixe decalcificate atlantice (Calluno-Ulicetea), Dune cu Salix repens ssp. argentea (Salicion arenariae), Depresiuni intradunale umede, Machair (* habitat specific irlandez), Ape oligotrofe din câmpii nisipoase, cu un conținut foarte redus de minerale (Littorelletalia uniflorae), Ape stătătoare oligotrofe până la mezotrofe, cu vegetație de Littorelletea uniflorae și/sau de Isoëto-Nanojuncetea, Lacuri și iazuri distrofice naturale, Cursuri de apă de la nivel de câmpie la nivel montan, cu vegetație Ranunculion fluitantis și Callitricho-Batrachion, Pajiști umede nord-atlantice cu Erica tetralix, Pajiști uscate europene, Pajiști alpine și boreale, Formațiuni de Juniperus communis pe lande sau pajiști calcaroase, Liziere de ierburi înalte hidrofile de câmpie și de nivel montan până la alpin, Turbării de acoperire (* exclusiv pentru turbării active), Mlaștini turboase de tranziție și turbării mișcătoare, Depresiuni pe substraturi de turbă de Rhynchosporion, Izvoare petrifiante cu formare de travertin (Cratoneurion), Mlaștini alcaline, Grohotișuri silicioase de la nivelul montan până la nivelul zăpezii (Androsacetalia alpinae și Galeopsietalia ladani), Pante stâncoase calcaroase cu vegetație casmofită, Pante stâncoase silicioase cu vegetație casmofită.
La baza desemnării sitului se află mai multe specii protejate:
- plante (2): Najas flexilis, Petalophyllum ralfsii
- păsări (4): Anser albifrons flavirostris, șoim de iarnă (Falco columbarius), șoim călător (Falco peregrinus), Pyrrhocorax pyrrhocorax
- mamifere (1): vidră de râu (Lutra lutra)
- nevertebrate (3): Margaritifera margaritifera, Vertigo angustior, Vertigo geyeri
- pești (1): somonul (Salmo salar)

Pe lângă speciile protejate, pe teritoriul sitului au mai fost identificate 12 specii de plante, 2 specii de păsări, 1 specie de amfibieni, 1 specie de mamifere, 6 specii de nevertebrate, 1 specie de pești.